# Megachile inermis
Megachile inermis là một loài Hymenoptera trong họ Megachilidae. Loài này được Provancher mô tả khoa học năm 1888.

## Hình ảnh

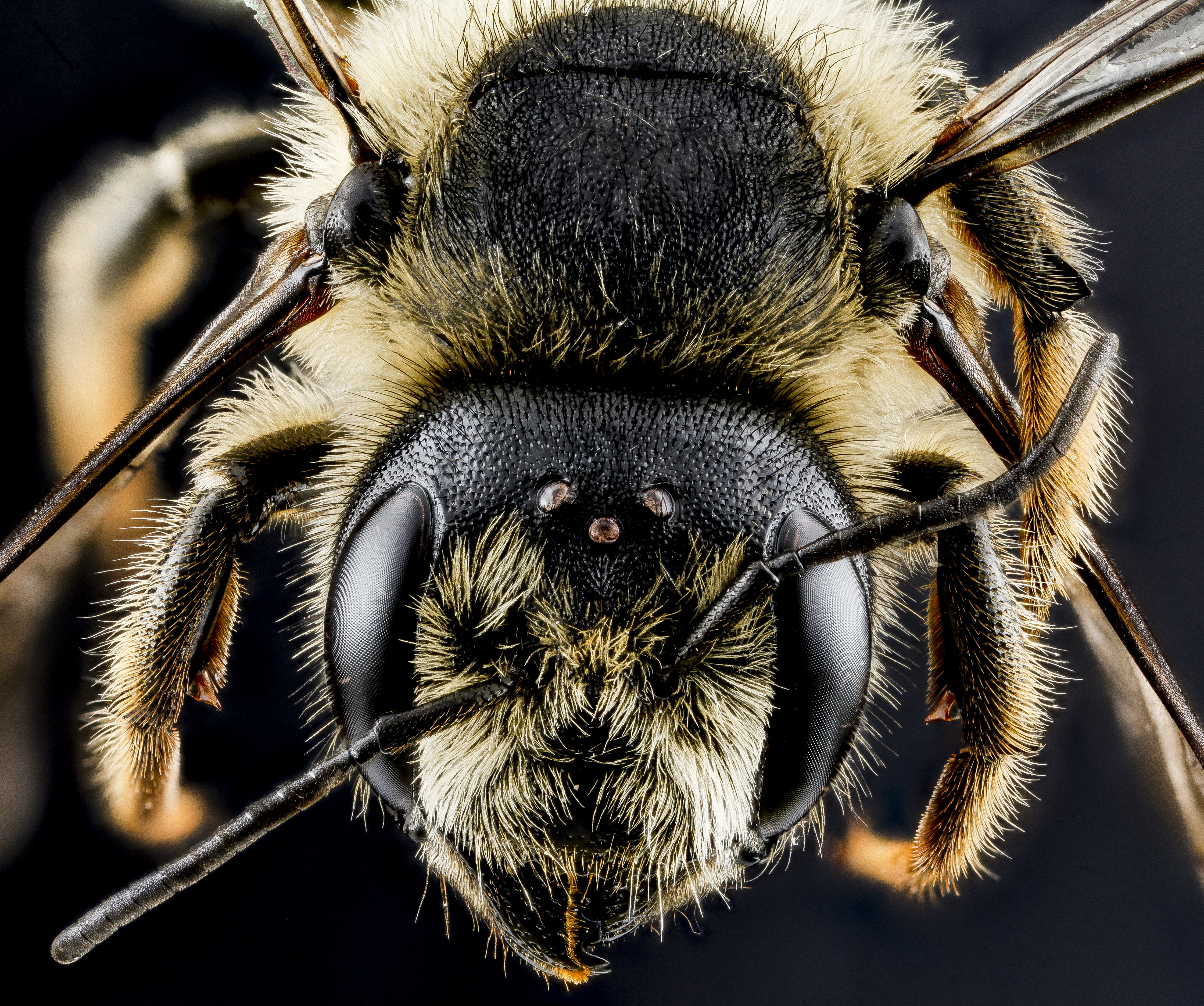